# 上托伊馬區
61°15′N 46°39′E / 61.250°N 46.650°E
上托伊馬區（俄语：Верхнетоемский район），是俄羅斯的一個區，位於該國西北部，由阿爾漢格爾斯克州負責管轄，始建於1924年4月10日，面積20,400平方公里，2010年人口17,060，人口密度每平方公里0.84人。